# ألان سميث (سياسي)
ألان سميث (بالإنجليزية: Allan Macgregor Smith)‏ هو سياسي بريطاني (وحمل سابقاً جنسية المملكة المتحدة لبريطانيا العظمى وأيرلندا)، ولد في 1870، وتوفي في 21 فبراير 1941. حزبياً، نشط في حزب المحافظين. في الانتخابات الفرعية في مجلس العموم البريطاني ‏، انتخب عضو برلمان المملكة المتحدة الـ31 عن دائرة Croydon South (historic UK Parliament constituency) ‏ (14 نوفمبر 1919 – 26 أكتوبر 1922) وفي الانتخابات العامة في المملكة المتحدة 1922 ‏، انتخب عضو برلمان المملكة المتحدة الـ32 عن دائرة Croydon South (historic UK Parliament constituency) ‏ (15 نوفمبر 1922 – 16 نوفمبر 1923).